# Niklas Sivelöv
Lars Gunnar Niklas Sivelöv, né le 11 avril 1968 à Skellefteå, est un pianiste, enseignant et compositeur suédois. Il est professeur à l’Académie royale danoise de musique.

## Enregistrements
- un CD sur Toccata Classics, Piano Music (2015), interprété par le compositeur.